# Samtgemeinde Oberharz

Lage der Samtgemeinde im Landkreis Goslar

Die von 1972 bis 2014 bestehende Samtgemeinde Oberharz lag im niedersächsischen Landkreis Goslar. Sie ging mit ihren angehörenden Kommunen am 1. Januar 2015 in der neugebildeten Berg- und Universitätsstadt Clausthal-Zellerfeld auf.

## Geografie

### Lage
Die Samtgemeinde lag im südöstlichen Niedersachsen nahe der Landesgrenze zu Sachsen-Anhalt im Oberharz auf einer Höhe von zirka 400–800 m ü. NHN. Auf ihrem Gebiet lag der größte Teil des Oberharzer Wasserregals.

### Samtgemeindegliederung
- Bergstadt Altenau mit Sperberhaier Dammhaus, Gemkenthal, Bastesiedlung, Polstertaler Zechenhaus und Torfhaus
- Bergstadt Clausthal-Zellerfeld mit Buntenbock, Clausthal und Zellerfeld mit Erbprinzentanne
- Gemeinde Schulenberg im Oberharz mit dem Kernort Schulenberg, Festenburg, Mittelschulenberg und Oberschulenberg
- Bergstadt Wildemann

### Nachbargemeinden
Die Samtgemeinde Oberharz war von allen Seiten vom gemeindefreien Gebiet Harz umschlossen. Zu den nächsten Gemeinden zählten im Norden Goslar und Langelsheim, im Südosten Braunlage, im Süden Osterode am Harz und im Westen Seesen und Bad Grund.

## Geschichte

### Eingemeindungen
Zum 1. Januar 2015 wurde die Samtgemeinde Oberharz aufgelöst. Aus den ihr angehörenden Kommunen Bergstadt Clausthal-Zellerfeld, Bergstadt Altenau, Bergstadt Wildemann und Gemeinde Schulenberg im Oberharz wurde die Berg- und Universitätsstadt Clausthal-Zellerfeld neu gebildet.

### Einwohnerentwicklung
| Jahr | Einwohner | Quelle |
| ---- | --------- | ------ |
| 1975 | 21.154 ¹  | [ 2 ]  |
| 1980 | 20.710 ¹  | [ 2 ]  |
| 1985 | 20.591 ¹  | [ 2 ]  |
| 1990 | 21.223 ¹  | [ 2 ]  |
| 1995 | 20.718 ¹  | [ 2 ]  |
| 2000 | 19.087 ¹  | [ 2 ]  |
| 2005 | 18.506 ¹  | [ 2 ]  |
| 2010 | 17.710 ¹  | [ 2 ]  |
| 2014 | 15.857 ¹  | [ 2 ]  |

¹ jeweils zum 31. Dezember
|  |

## Politik

### Samtgemeinderat
Der letzte Samtgemeinderat setzte sich nach der Kommunalwahl vom 11. September 2011 zusammen aus:
- SPD: 13 Sitze
- CDU: 9 Sitze
- Grüne: 4 Sitze
- Unabhängige: 4 Sitze
- FDP: 2 Sitze

### Samtgemeindebürgermeister
Letzter Samtgemeindebürgermeister war Walter Lampe (SPD). Er konnte bei der Kommunalwahl am 10. September 2006 63,2 % der Stimmen auf sich vereinigen.

### Wappen
Im Wesentlichen führte die Samtgemeinde Oberharz seit dem 22. Oktober 1973 das Wappen des ehemaligen Landkreises Zellerfeld, der sich zum Großteil auf dem Gebiet der heutigen Samtgemeinde befand. Der Wappenschild zeigt das Niedersachsenross auf siebenmal von Rot und Gold geteiltem Grund. Ergänzend zum Zellerfelder Wappen ruht auf dem Schild ein blauer Helm mit gold-roter Helmdecke, darüber ein springendes Pferd sowie Schlägel und Eisen der Bergleute.

### Namensstreit
Im Zuge der Gemeindegebietsreform Sachsen-Anhalts aus dem Jahr 2008 beabsichtigten die Orte Benneckenstein, Elbingerode, Elend, Hasselfelde, Sorge, Stiege und Tanne die Bildung der Einheitsgemeinde Oberharz am Brocken. Hierin sah die Samtgemeinde Oberharz eine Namensrechtsverletzung und befürchtete, dass durch die Ähnlichkeit der Namen Verwechslungsgefahr besteht.
Nachdem das Innenministerium Sachsen-Anhalts den Namen Oberharz am Brocken genehmigt hatte, reichte die Samtgemeinde im August 2009 Klage im Eilverfahren beim Verwaltungsgericht Magdeburg ein, vorrangig um den Namen Samtgemeinde Oberharz zu schützen. Dabei scheiterte die Samtgemeinde. Eine Beschwerde beim Oberverwaltungsgericht Magdeburg wurde im November 2009 abgewiesen. Im April 2010 gab die Samtgemeinde Oberharz bekannt, dass sie nunmehr eine erneute Klage im Hauptverfahren einreichen werde. Das Verwaltungsgericht Magdeburg wies im Juli 2011 die Klage der „Samtgemeinde Oberharz“ wegen einer Namensverletzung erneut zurück. Ein vorangegangener Antrag der Samtgemeinde auf Erlass einer einstweiligen Anordnung wurde vom Verwaltungsgericht abgelehnt. Die dagegen eingelegte Beschwerde beim Oberverwaltungsgericht des Landes Sachsen-Anhalt blieb ohne Erfolg.

## Kultur und Sehenswürdigkeiten

### Bauwerke
- Okertalsperre
- Oberharzer Wasserregal

### Museen
- Oberharzer Bergwerksmuseum im Stadtteil Zellerfeld
- GeoMuseum der TU Clausthal
- 19-Lachter-Stollen mit Grube Ernst-August, Wildemann

### Parks
- Kräuterpark Altenau

## Wirtschaft und Infrastruktur

### Wirtschaft
Der Tourismus ist ein wesentlicher Wirtschaftszweig im Oberharz, der aber seit Beginn der 1990er Jahre aus verschiedenen Gründen rückläufig war. Die Wirtschaft in Clausthal-Zellerfeld wird sehr stark von der TU Clausthal und ihren Ausgründungen dominiert; des Weiteren spielen das Landesamt für Bergbau, Energie und Geologie, das Clausthaler Umwelttechnik-Institut (CUTEC) sowie einige Privatunternehmen, vor allem in der Prüftechnik, eine wesentliche Rolle. Die Bedeutung der Forstwirtschaft ist dagegen aufgrund der Mechanisierung in der Holzernte eher nachlassend. Landwirtschaft gründet sich aufgrund der Boden- und Klimaverhältnisse fast ausschließlich auf Milch- und Viehwirtschaft und spielt nur eine untergeordnete Rolle.

### Verkehr
Durch das ehemalige Gebiet der Samtgemeinde führen drei Bundesstraßen (B 241, B 242 und B 498). Bis in die 1970er Jahre führte die Trasse der Innerstetalbahn von Langelsheim kommend durch Wildemann und Clausthal-Zellerfeld nach Altenau.

### Öffentliche Einrichtungen
- Staatliches Baumanagement Südniedersachsen
- Landesamt für Bergbau, Energie und Geologie
- Stadtbüchereien in Altenau, Clausthal-Zellerfeld und Schulenberg
- Jugendzentren in Altenau, Wildemann und Clausthal-Zellerfeld
- Freiwillige Feuerwehr in fünf Wachen

### Bildung
- Grundschulen in Clausthal, Wildemann und Zellerfeld
- Haupt- und Realschule Clausthal-Zellerfeld
- Robert-Koch-Schule (Gymnasium)
- Calvör-Schule (Schule für Lernhilfe)
- Oberharzer Jugendheimschule (Förderschule mit dem Schwerpunkt emotionale und soziale Entwicklung)
- Oberbergrat-Albert-Schule (Berufsbildende Schule)
- Fachschule für Wirtschaft und Technik Clausthal-Zellerfeld
- Clausthaler Umwelttechnik-Institut (CUTEC)
- Technische Universität Clausthal